# Макгрудер, Аарон
Аа́рон Макгру́дер (англ. Aaron McGruder, род. 29 мая 1974) — американский художник-мультипликатор, наиболее известный своим сатирическим мультсериалом «Гетто». Среди других проектов Магрудера — комедийный варьете-сериал The Super Rumble Mix Show от компании Super Deluxe, комедийный сериал «Чёрный Иисус», транслируемый в Adult Swim (блок на телеканале Cartoon Network). 

## Биография
Родился в Чикаго, Иллинойс. Когда Аарону было шесть лет, его семья переехала в Колумбию, штат Мэриленд, после того, как его отец получил должность в Национальном совете по безопасности на транспорте. У Макгрудера есть старший брат.
С седьмого по девятый класс Аарон посещал иезуитскую школу Лойола-Блейкфилд, затем перевёлся в государственную среднюю школу, среднюю школу Окленд-Миллз. Выпускник Мэрилендского университета, занимался исследованиями по афроамериканистике. Работал диджеем в передаче Soul Controllers Mix Show на некоммерческом студенческом радио WMUC-FM.

### Карьера. Общественная позиция
В 1996 году дебютировал как автор веб-комиксов, опубликовав графический сериал «Гетто» (англ. The Boondocks) на Hitlist.com — одном из первых в истории музыкальных сайтов. Три года спустя заключил договор с синдикатом Universal Press, после чего в апреле 1999 года его комиксы начали появляться в 160 газетах.
Со временем приобрёл известность в качестве публичного оратора, ассоциирующего себя с левой общественно-политической и культурной повесткой. Выступая на конференции H2K2 12—14 июля 2002 года, заявил:

Вне мира психов, конспирологов и так далее очень немногие люди в мейнстриме были готовы сказать то, что я собираюсь сказать, а именно: я совершенно искренне считаю, что Джордж Буш каким-то образом причастен, прямо или косвенно, к нападениям на Нью-Йорк 11 сентября.
По собственному утверждению, в 2002 году на церемонии вручения премий премий NAACP Image в лицо назвал Кондолизу Райс «массовой убийцей».
В 2010 году участвовал в работе над сценарием игрового фильма «Красные хвосты» (2012) о лётчиках «Таскиги» — группе боевых пилотов-афроамериканцев, участвовавших во Второй мировой войне
В августе 2017 года было объявлено, что Макгрудер и продюсер Уилл Пэкер намерены создать телесериал «Чёрная Америка» для стримингового сервиса Amazon Video. Сериал, задуманный в жанре альтернативной истории, посвящён группе освобождённых афроамериканцев, получивших во владение три южных штата в качестве репараций за рабство. По сообщениям СМИ, сериал позиционировался как ответ на анонсированный ранее альтернативно-исторический телесериал «Конфедерат» от компании HBO, по сюжету которого Конфедерация победила в Гражданской войне в США.

## Публикации
Книги
- The Boondocks: Because I Know You Don’t Read the Newspapers (2000)
- Fresh for '01… You Suckas! (2001)
- A Right to be Hostile: The Boondocks Treasury (2003)
- Birth of a Nation: A Comic Novel, with Reginald Hudlin[англ.]. Illustrated by Kyle Baker[англ.] (2004)
- Public Enemy #2: An All-New Boondocks Collection (2005)
- All the Rage: Boondocks Past and Present (2007)

Участие
- Knight, Keith. The Passion of the Keef : The Fourth K Chronicles Compendium / Foreword by Aaron McGruder. — Manic D Press, Inc., 2005. — 10 February. — ISBN 978-0916397678. — OCLC 861830439.